# Xã Iroquois, Quận Iroquois, Illinois
Xã Iroquois (tiếng Anh: Iroquois Township) là một xã thuộc quận Iroquois, tiểu bang Illinois, Hoa Kỳ. Năm 2010, dân số của xã này là 625 người.